# Nado sincronizado no Campeonato Mundial de Esportes Aquáticos de 2011 - Rotina livre equipes
A rotina livre equipes do nado sincronizado no Campeonato Mundial de Esportes Aquáticos de 2011 foi realizada entre os dias 20 de julho e 23 de julho no Shanghai Oriental Sports Center em Xangai.

## Calendário
| Fase       | Data        |
| ---------- | ----------- |
| Preliminar | 20 de julho |
| Final      | 23 de julho |

## Medalhistas
| Ouro | Prata | Bronze |
| Rússia · Anastasia Davydova · Natalia Ishchenko · Elvira Khasyanova · Svetlana Kolesnichenko · Daria Korobova · Aleksandra Patskevich · Alla Shishkina · Angelika Timanina · Mariya Gromova (reserva) | China · Chang Si · Fan Jiachen · Huang Xuechen · Jiang Tingting · Jiang Wenwen · Liu Ou · Luo Xi · Wu Yiwen · Chen Xiaojun (reserva) · Sun Wenyan (reserva) | Espanha · Clara Basiana · Alba María Cabello · Ona Carbonell · Margalida Crespí · Andrea Fuentes · Thaïs Henríquez · Paula Klamburg · Irene Montrucchio · Sara Gijon (reserve) · Cristina Salvador (reserva) |

## Resultados
| Pos.              | Nacionalidade  | Preliminar | Preliminar | Final  | Final |
| Pos.              | Nacionalidade  | Pontos     | Pos.       | Pontos | Pos.  |
| ----------------- | -------------- | ---------- | ---------- | ------ | ----- |
| Medalha de ouro   | Rússia         | 98.440     | 1          | 98.620 | 1     |
| Medalha de prata  | China          | 96.440     | 2          | 96.580 | 2     |
| Medalha de bronze | Espanha        | 96.030     | 3          | 96.090 | 3     |
| 4                 | Canadá         | 95.280     | 4          | 95.490 | 4     |
| 5                 | Japão          | 92.540     | 5          | 92.860 | 5     |
| 6                 | Ucrânia        | 91.960     | 6          | 92.740 | 6     |
| 7                 | Itália         | 91.090     | 7          | 90.870 | 7     |
| 8                 | França         | 88.970     | 8          | 87.840 | 8     |
| 9                 | Reino Unido    | 87.090     | 10         | 87.280 | 9     |
| 10                | Estados Unidos | 87.780     | 9          | 86.800 | 10    |
| 11                | México         | 85.110     | 12         | 85.760 | 11    |
| 12                | Brasil         | 85.770     | 11         | 85.160 | 12    |
| 13                | Países Baixos  | 85.070     | 13         |        |       |
| 14                | Suíça          | 83.640     | 14         |        |       |
| 15                | Egito          | 78.200     | 15         |        |       |
| 16                | Colômbia       | 76.780     | 16         |        |       |
| 17                | Austrália      | 76.720     | 17         |        |       |
| 18                | Malásia        | 73.900     | 18         |        |       |
| 19                | Macau          | 68.690     | 19         |        |       |
| 20                | Tailândia      | 67.430     | 20         |        |       |
| 21                | Indonésia      | 65.050     | 21         |        |       |
| 22                | Singapura      | 64.780     | 22         |        |       |
| 23                | Hong Kong      | 63.510     | 23         |        |       |
| 24                | África do Sul  | 60.290     | 24         |        |       |